# Terapia intravenosa

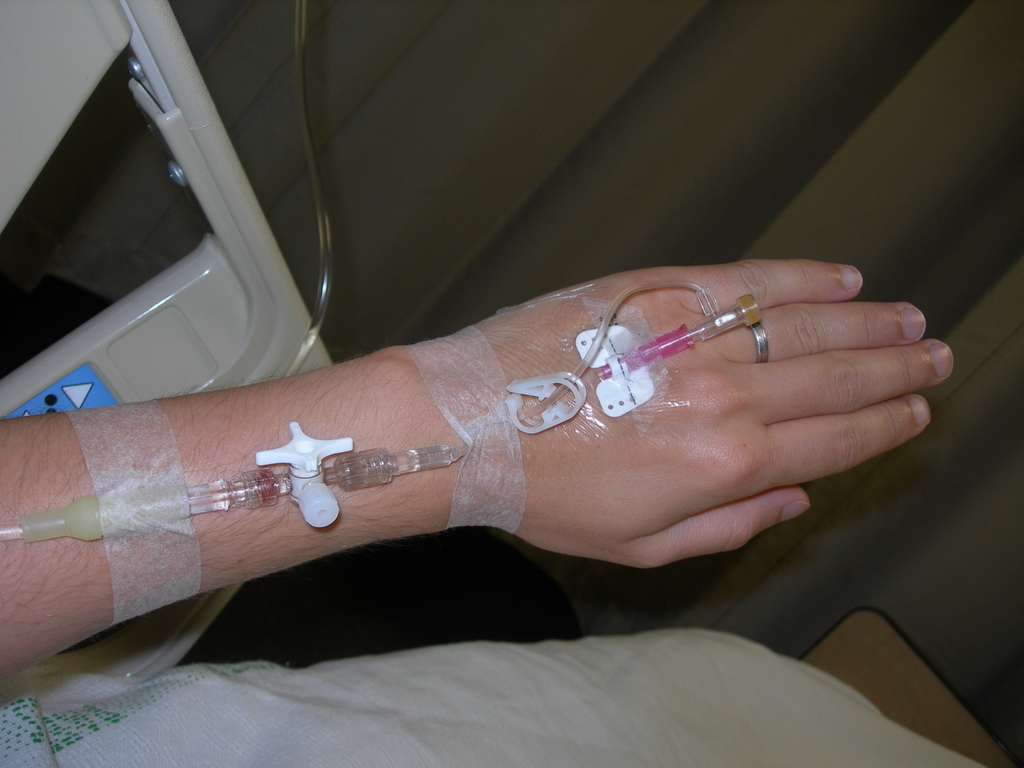
Demonstração típica de terapia intravenosa

Terapia intravenosa (IV) é uma via de administração que consiste na injeção de agulha ou cateter contendo princípios ativos, vacinas ou hemoderivados nas veias periféricas, tipicamente nos membros superiores ou inferiores.
Não existe absorção nesta via de administração, pois a droga é introduzida diretamente na corrente sanguínea, não podendo assim ser revertida. É um meio ótimo de administrar medicamentos, pela velocidade e eficiência.
É a via de preferência para fármacos que não podem ser aplicados por via intramuscular ou subcutânea, quando o objetivo é o início rápido de ação ou quando a via oral não é possível por intolerância à medicação (como vômitos e dor de estômago) ou por condição que reduza a absorção do medicamento (como diarreia).
Água destilada aplicada via intravenosa é fatal devido à lise de hemácias.